# Cantó de Randans
El cantó de Randans és un cantó francès del departament del Puèi Domat, situat al districte de Riam. Té 10 municipis i el cap és Randans.

## Municipis
- Bas-et-Lezat
- Beaumont-lès-Randan
- Mons
- Randans
- Saint-André-le-Coq
- Saint-Clément-de-Régnat
- Saint-Denis-Combarnazat
- Saint-Priest-Bramefant
- Saint-Sylvestre-Pragoulin
- Villeneuve-les-Cerfs

## Història
| Data d'elecció                           | Identitat             | Partit                    | Qualitat |
| ---------------------------------------- | --------------------- | ------------------------- | -------- |
| 1961-1973                                | M. Gailler            | SFIO, després PS          |          |
| 1973-1988                                | Jean-Francisque Chaux | PS                        |          |
| 1988-2004                                | Marcel Pironin        | PS                        |          |
| 2004-                                    | Éric Gold             | PS, després Divers gauche |          |
| les dades anteriors no són pas conegudes |                       |                           |          |
|                                          |                       |                           |          |

## Demografia
| 1962  | 1968  | 1975  | 1982  | 1990  | 1999  | 2007  |
| ----- | ----- | ----- | ----- | ----- | ----- | ----- |
| 4.395 | 4.750 | 4.839 | 5.172 | 5.347 | 5.341 | 6.426 |